# Чемпионат Харьковской области по футболу
 Чемпионат Харьковской области по футболу  — украинское областное соревнование по футболу среди любительских команд.
Впервые проведен в 1926 году, до 1941 года проводился с перерывами. Проводится на регулярной основе с 1947 года. С 1991 года проводится под эгидой Харьковской областной ассоциации футбола.

## Все победители

### Победители 1947—1970 годов
| Год  | Чемпион       | Город   |
| ---- | ------------- | ------- |
| 1947 | «Локомотив»   | Купянск |
| 1948 | «Торпедо-ХТЗ» | Харьков |
| 1949 | «Торпедо-ХТЗ» | Харьков |
| 1950 | «Торпедо-ХТЗ» | Харьков |
| 1951 | «Торпедо-ХТЗ» | Харьков |
| 1952 | «Локомотив»   | Купянск |
| 1953 | «Торпедо-ХТЗ» | Харьков |
| 1954 | «Торпедо-ХТЗ» | Харьков |
| 1955 | «Торпедо-ХТЗ» | Харьков |
| 1956 | «Старт»       | Чугуев  |
| 1957 | «Старт»       | Чугуев  |
| 1958 | «Старт»       | Чугуев  |
| 1959 | «Старт»       | Чугуев  |
| 1960 | «Старт»       | Чугуев  |
| 1961 | «Старт»       | Чугуев  |
| 1962 | «Старт»       | Чугуев  |
| 1963 | «Старт»       | Чугуев  |
| 1964 | «Колхозник»   | Деркачи |
| 1965 | «Старт»       | Чугуев  |
| 1966 | «Локомотив»   | Купянск |
| 1967 | «Маяк»        | Харьков |
| 1968 | «Маяк»        | Харьков |
| 1969 | «Маяк»        | Харьков |
| 1970 | «Маяк»        | Харьков |

### Победители 1971—1990 годов
| Год  | Чемпион           | Город      |
| ---- | ----------------- | ---------- |
| 1971 | «Локомотив»       | Панютино   |
| 1972 | «Машиностроитель» | Змиёв      |
| 1973 | «Металлург»       | Купянск    |
| 1974 | «Локомотив»       | Люботин    |
| 1975 | «Металлург»       | Купянск    |
| 1976 | «Металлург»       | Купянск    |
| 1977 | «Металлург»       | Купянск    |
| 1978 | «Металлург»       | Купянск    |
| 1979 | «Металлург»       | Купянск    |
| 1980 | «Металлург»       | Купянск    |
| 1981 | «Металлург»       | Купянск    |
| 1982 | «Авангард»        | Лозовая    |
| 1983 | «Авангард»        | Лозовая    |
| 1984 | «Цементник»       | Балаклея   |
| 1985 | «Цементник»       | Балаклея   |
| 1986 | «Металлург»       | Купянск    |
| 1987 | «Металлург»       | Купянск    |
| 1988 | «Авангард»        | Лозовая    |
| 1989 | «Металлург»       | Купянск    |
| 1990 | «Колос»           | Барвенково |

### Победители 1991—2000 годов
| Год     | Чемпион     | Город        |
| ------- | ----------- | ------------ |
| 1991    | «Металлург» | Купянск      |
| 1992    | «Авангард»  | Лозовая      |
| 1993    | «Авангард»  | Мерефа       |
| 1994    | «Авангард»  | Мерефа       |
| 1995    | «Авангард»  | Мерефа       |
| 1996    | «Авангард»  | Мерефа       |
| 1996/97 | «Энергетик» | Слобожанское |
| 1997    | «Энергетик» |              |
| 1998    | «Кристалл»  | Пархомовка   |
| 1999    | «Кристалл»  | Пархомовка   |
| 2000    | «Кристалл»  | Пархомовка   |

### Призёры с 2001 года
| Год  | Чемпион                 | 2-е место               | 3-е место                   |
| ---- | ----------------------- | ----------------------- | --------------------------- |
| 2001 | «Локомотив» Купянск     |                         |                             |
| 2002 | «Газовик-ХГД» Харьков   |                         |                             |
| 2003 | «Локомотив» Купянск     | «Авангард» Лозовая      | «Волчанск» Волчанск         |
| 2004 | «Энергетик» Солоницевка |                         |                             |
| 2005 | «Локомотив» Купянск     | «Энергетик» Солоницевка | «Республика» Двуречная      |
| 2006 | «Локомотив» Купянск     |                         |                             |
| 2007 | «Локомотив» Купянск     |                         |                             |
| 2008 | «Локомотив» Купянск     |                         |                             |
| 2009 | «Локомотив» Купянск     |                         |                             |
| 2010 | «Локомотив» Купянск     |                         |                             |
| 2011 | «Локомотив» Купянск     | «Колос» Зачепиловка     | «Металлург» Купянск         |
| 2012 | «Локомотив» Купянск     | «Колос» Зачепиловка     | «Змиёв» Змиёв               |
| 2013 | «Колос» Зачепиловка     | «Ника» Богодухов        | «Электротяжмаш» Харьков     |
| 2014 | «Электротяжмаш» Харьков | «Колос» Зачепиловка     | «Энергетик» Солоницевка     |
| 2015 | «Электротяжмаш» Харьков |                         |                             |
| 2016 | «Солли Плюс» Харьков    | «Колос» Зачепиловка     | «Квадро» Первомайский       |
| 2017 | «Колос» Зачепиловка     | ФК «Волчанск» Волчанск  | «Квадро» Первомайский       |
| 2018 | ФК «Волчанск» Волчанск  | «Универ-Динамо» Харьков | ФК «Люботин» Люботин        |
| 2019 | ФК «Волчанск» Волчанск  | «Универ-Динамо» Харьков | «Змиёв» Змиёв               |
| 2020 | «Универ-Динамо» Харьков | «Авангард» Харьков      | «Змиёв» Змиёв               |
| 2021 | «Универ-Динамо» Харьков | «Энергетик» Солоницевка | «Лозовая-Панютино» Панютино |
| 2022 |                         |                         |                             |
| 2023 |                         |                         |                             |
| 2024 | «Авангард» Лозовая      | «Ника СМК» Богодухов    | «Змиёв» Змиёв               |